# Gabi Delgado-López
Gabi Delgado (egentligen Gabriel Delgado-López), född 18 april 1958 i Córdoba, Spanien, död 22 mars 2020 i Portugal, var en tysk musiker och musikproducent.
Gabi Delgado var sångare i det tyska electropunk-bandet Deutsch-Amerikanische Freundschaft som grundades 1978.

## Diskografi
Soloalbum
- Mistress (1983)
- 1 (2013)
- X (2014)
- 2 (2015)